# Erinus
Erinus este un gen de plante din familia  Scrophulariaceae.

## Specii
| - Erinus africanus - Erinus alpinus - Erinus americanus - Erinus aethiopicus - Erinus bilabiatus - Erinus campanulata - Erinus capensis - Erinus europaeus - Erinus fragrans | - Erinus frutescens - Erinus glabratus - Erinus gracilis - Erinus hispanicus - Erinus humilis - Erinus incisus - Erinus laciniatus - Erinus lanceolatus - Erinus lychnideus | - Erinus maritimus - Erinus olivana - Erinus patens - Erinus peruvianus - Erinus portulacaster - Erinus procumbens - Erinus pulchellus - Erinus selaginoides - Erinus simplex | - Erinus thiabaudii - Erinus tomentosus - Erinus tristis - Erinus umbellatus - Erinus verticillatus - Erinus villosus - Erinus viscosus |